# Absurd (band)
Absurd is een Duitse blackmetalband en een van de eerste NSBM-bands van Duitsland.
Absurd werd in 1992 in Sondershausen door Hendrik Möbus en Sebastian Schauseil opgericht. Al snel sloot Ronald "Wolf", de broer van Möbus (en oprichter van Absurds huidige label Nebelfee Klangwerke), zich bij de band aan. Aanvankelijk oefende Absurd in het plaatselijke jongerencentrum, maar nadat zij een conflict kregen met diverse punkgroepen die ook in het jongerencentrum repeteerden, trok Absurd zich terug in een afgelegen hut in het bos. In 1992 nam het trio de demo "Death From the Forest" op, een demo met ondermaatse productie met veel samples uit horrorfilms. Kort na de opname van de "Death From the Forest" demo verliet Wolf de band. Het overgebleven duo ging verder met de band en nam in maart 1993 de split demo "God's Deathful Sadness" op (een combinatie van de demo's "God's Death" en "Sadness"). Nauwelijks een maand later zal het duo de 15-jarige Sandro Beyer ombrengen, waarvoor zij beide acht jaar celstraf kregen.
Grote onduidelijkheid bestaat over de vraag hoe en waarom Sandro Beyer vermoord is. Vast staat dat Sandro Beyer aanvankelijk bij de band wilde horen, terwijl de overige leden daar niets voor voelden. Sandro Beyer zou hierop de band continu belachelijk hebben gemaakt. Uiteindelijk zou Beyer gedreigd hebben een affaire die Hendrik met een moeder van een student van school had, aan het daglicht te brengen. Hierop lokten de bandleden Beyer naar hun hut, alwaar ze hem met een elektriciteitsdraad wurgden, dientengevolge Beyer uiteindelijk is overleden.
Het duo zat niet stil in de jeugdinrichting. Al snel rekruteerden ze Andreas K. in de band en namen ze gezamenlijk de demo "Out of the Düngeon" onder de naam 'In Ketten' (Duits voor Aan kettingen) op. Tussen 1994 en 1995 nam de band diverse nummers op voor een volledig album, maar voordat er iets uitgebracht kon worden viel de band, door diverse onenigheden, uit elkaar. Uiteindelijk zal het opgenomen materiaal gebruikt worden om, respectievelijk in 1995, 1996 en 1997, de beruchte "Thuringian Pagan Madness" demo, de "Facta Lunquuntur" LP en de "Totenburch" split met Heldentum, uit te brengen.
De muziek van de beginjaren werd vooral beïnvloed door satanisme en horrorfilms. Tijdens hun verblijf in de jeugdinrichting concretiseerden de bandleden hun ideologie. Absurd begon zich meer te verdiepen in hun Germaanse nationaliteit, paganisme, en het Derde Rijk, wat uiteindelijk tot hun nationaalsocialistische ideologie zou leiden.
Nadat de bandleden in 1998 voorwaardelijk werden vrijgelaten, namen zij de Asgardsrei LP op. De band begon ook weer live-optredens te geven, waarmee de band hun nationaalsocialistische standpunt probeerde te verspreiden. Op een van deze concerten werd Möbus gezien terwijl hij de Hitlergroet uitbracht, waarna Möbus uit Duitsland vluchtte. Reeds in 2000 werd hij door US Marshals gepakt en aan Duitsland uitgeleverd, waar hij voor het uitbrengen van de Hitlergroet en wegens het schenden van de eisen van zijn voorwaardelijke vrijlating nog eens vier jaar extra celstraf opgelegd kreeg.
Na het vertrek van Hendrik Möbus uit Absurd stortte de band in elkaar. Sebastian startte zijn black metal project Wolfsmond weer op en bezigde zich met diverse andere projecten, zoals het folk-project Halgadom (waar hij nu geen lid meer van is). Hendriks broer Ronald (Wolf Möbus) blies de band echter nieuw leven in en nam reeds in 2000 met Sven "Unhold" Zimper (Luror, Wolfsmond, Hellfucked) met 'Werwolfthron' het vervolg op Facta Lunquuntur op. Sindsdien distantieert de band zich van het nationaalsocialisme, en heeft zij twee studioalbums, twee ep's en een split met het Amerikaanse 'Pantheon' opgenomen. In 2005 bracht de band een experimentele ep uit, genaamd Grimmige Volksmusik waarop de band geen black metal speelt, maar oude Duitse volksmuziek. De band heeft al gezegd dat het hier om een eenmalig iets gaat en dat zij in de toekomst weer verdergaan met black metal. De volgende (geplande) uitgaven zijn o.a het studioalbum Fifteen Years War, een cd met heropgenomen nummers uit het oude tijdperk en een exclusief nummer bij de langspeelplaat-versie. Een splitalbum met Sigrblot en Grand Belial's Key is ook gepland.

## Bezetting

### Huidige bezetting
- Wolf (Ronald Möbus) - Zang, bas (ex-Heldentum)
- Unhold (Sven Zimper) - Drum (Luror, Wolfsmond, Hellfucked, Cryogenic)

### Vroegere bandleden
- Hendrick "JFN" (Albert Viktor) Möbus - drummer (1992-1999)
- Sebastian "DMD" Schauseil - vocalist, bassist, gitarist (ex-Halgadom, Wolfsmond)
- Andreas K. (Andreas Kirchner) - bassist
- Tormentor - gitarist
- Ragnare - zanger tijdens liveoptredens (Totenburg)

## Discografie

### Albums
- 1996 - Facta Loquuntur
- 2001 - Werwolfthron
- 2003 - Totenlieder
- 2005 - Blutgericht

### Ep's & split
- 1996 - Absurd - Totenburg / Heldentum - Die Eiche
- 1999 - Asgardsrei
- 2002 - Absurd - Wolfskrieger / Pantheon - Galdur Vikodlaks
- 2004 - Raubritter
- 2005 - Grimmige Volksmusik
- 2008 - Absurd / Grand Belials Key / Sigrblot - Weltenfeind

### Demo's
- 1992 - God's death
- 1993 - Death from the forest
- 1993 - Sadness
- 1994 - God's deathful sadness
- 1994 - Out of the dungeon
- 1994 - Übungsraum
- 1995 - Thuringian pagan madness
- 1999 - Sonnenritter